# العلاقات البحرينية الهندوراسية
العلاقات البحرينية الهندوراسية هي العلاقات الثنائية التي تجمع بين البحرين وهندوراس.

## مقارنة بين البلدين
هذه مقارنة عامة ومرجعية للدولتين:
| وجه المقارنة                                              | البحرين       | هندوراس          |
| --------------------------------------------------------- | ------------- | ---------------- |
| المساحة (كم2)                                             | 765           | 112.49 ألف       |
| عدد السكان (نسمة)                                         | 1.49 مليون    | 9.27 مليون       |
| الكثافة السكانية (ن./كم²)                                 | 194.77 ألف    | 82.41            |
| العاصمة                                                   | المنامة       | تيغوسيغالبا      |
| اللغة الرسمية                                             | اللغة العربية | اللغة الإسبانية  |
| العملة                                                    | دينار بحريني  | لمبيرة هندوراسية |
| الناتج المحلي الإجمالي (بليون دولار)                      | 35.31 مليار   | 22.98 مليار      |
| الناتج المحلي الإجمالي (تعادل القوة الشرائية) بليون دولار | 64.16 مليار   | 41.14 مليار      |
| الناتج المحلي الإجمالي الاسمي للفرد دولار أمريكي          | 22.60 ألف     | 2.53 ألف         |
| الناتج المحلي الإجمالي للفرد دولار أمريكي                 | 45.50 ألف     | 4.91 ألف         |
| مؤشر التنمية البشرية                                      | 0.824         | 0.606            |
| رمز المكالمات الدولي                                      | +973          | +504             |
| رمز الإنترنت                                              | .bh           | .hn              |
| المنطقة الزمنية                                           | ت ع م+03:00   | 00               |

## منظمات دولية مشتركة
يشترك البلدان في عضوية مجموعة من المنظمات الدولية، منها:
| علم المنظمة | اسم المنظمة                               | تاريخ انضمام البحرين | تاريخ انضمام هندوراس |
| ----------- | ----------------------------------------- | -------------------- | -------------------- |
|             | يونسكو                                    | 18 يناير 1972        | 16 ديسمبر 1947       |
|             | وكالة ضمان الاستثمار متعدد الأطراف        | 12 أبريل 1988        | 30 يونيو 1992        |
|             | الأمم المتحدة                             | 21 سبتمبر 1971       | 17 ديسمبر 1945       |
|             | الفريق المعني برصد الأرض                  | ?                    | ?                    |
|             | الاتحاد البريدي العالمي                   | ?                    | ?                    |
|             | البنك الدولي للإنشاء والتعمير             | 15 سبتمبر 1972       | 27 ديسمبر 1945       |
|             | الاتحاد الدولي للاتصالات                  | 1975                 | 27 أكتوبر 1925       |
|             | منظمة حظر الأسلحة الكيميائية              | ?                    | ?                    |
|             | مؤسسة التمويل الدولية                     | 22 سبتمبر 1995       | 20 يوليو 1956        |
|             | المركز الدولي لتسوية المنازعات الاستشارية | 15 مارس 1996         | 16 مارس 1989         |
|             | منظمة التجارة العالمية                    | ?                    | ?                    |
|             | منظمة الشرطة الجنائية الدولية             | ?                    | ?                    |

## وصلات خارجية
- موقع وزارة الخارجية البحرينية
- موقع وزارة الخارجية الهندوراسية